# Немецкие воинские захоронения в СССР
Ряд немецких воинских кладбищ был создан уже во время германской оккупации части территории СССР. После войны советская сторона целенаправленно уничтожала эти захоронения. В постсоветский период останки большого числа немецких военнослужащих были перезахоронены. Могилы и кладбища павших солдат с течением времени претерпели существенное изменение ценностей и смыслов.

## Советский период
Совокупные потери Германии в ходе войны составили 2 млн 200 тысяч солдат на территории бывшего Советского Союза, в том числе 1 млн 400 тысяч — на территории России. Свыше 3 млн военнослужащих вермахта были в советском плену или считаются пропавшими без вести. 1,8 млн из этого числа вернулись на родину.
Сразу после освобождения территории СССР советскими войсками немецкие воинские захоронения целенаправленно уничтожались. Так 3 октября 1942 года заведующий Орловским областным отделом коммунального хозяйства Шатов и инженер по водопроводу Гурьянов докладывали в Главное управление благоустройства городов Народного комиссариата коммунального хозяйства РСФСР о перезахоронении немецких трупов в Ельце в скотомогильниках:

Перезахоронение немецко-фашистских трупов по г. Ельцу произведено в апреле месяце в количестве 148 трупов, собранных из могил и разных мест города и трупов животных в количестве до 500 штук. Для захоронения трупов немецко-фашистских солдат и офицеров выбрано место, отвечающее требованиям Госсанинспекции — скотомогильники, находящиеся на расстоянии 1 км от города, с низким уровнем грунтовых вод, на возвышении, не затапливаемой паводками и весенними водами.
Уничтожение сопровождалось демонстративно-презрительным отношением. Так, в Вязьме «один из госпиталей НКО устроил в могильник спуск сточных вод».
Опознавательные знаки с немецких кладбищ на освобожденной территории снимались, а земля использовалась для сельскохозяйственных работ. Народный комиссар здравоохранения СССР Георгий Митерев сообщал:

При захоронении надмогильные холмы сравнены, участки запаханы и засеяны (например, в Гжатске разбит огород).
Из Ржева 18 мая 1943 года докладывали, что «сбиты все немецкие кресты и ограды на четырёх немецких кладбищах». Великолукский районный отдел здравоохранения и государственный санитарный инспектор сообщали в Народный комиссариат здравоохранения СССР 22 мая 1943 года, что на месте массовых захоронений «вражеских трупов» 1941 года «кресты и могилы все уничтожены, место сравнено и часть распахана».

## Постсоветский период
Согласно Женевским конвенциям от 12 августа 1949 года о защите жертв войны и Дополнительным протоколам к ним, сохранность и содержание иностранных воинских захоронений должны определяться межправительственными соглашениями о статусе мест погребения погибших военнослужащих. Эти нормативные документы международного гуманитарного права были официально признаны Российской Федерацией в качестве правопреемника СССР и имеют обязательный характер в системе российского законодательства. С 1991 года межправительственные соглашения были заключены Правительством РФ с правительствами 11 государств Европы и Азии. С целью их реализации в 1991 года в Москве была создана некоммерческая гуманитарная организация Ассоциация международного военно-мемориального сотрудничества «Военные мемориалы». С 1995 года организация стала уполномоченной Правительством РФ на реализацию подобных межправительственных соглашений. Все соглашения предусматривают меры, направленные на поиск, учёт и содержание иностранных воинских захоронений и безвозмездное предоставление под них земельных участков. 16 декабря 1992 года было подписано соглашение «Об уходе за военными могилами в Российской Федерации и Федеративной Республике Германии». Согласно этому акту, уход и содержание российских (советских) воинских захоронений в Германии, а также уход, содержание и обустройство немецких воинских кладбищ в России финансируется немецкой стороной. Партнером Ассоциации «Военные мемориалы» по данным вопросам с германской стороны стала организация Народный союз Германии по уходу за военными захоронениями, созданная еще в 1919 году. Правительство России, не неся затрат, представляет возможность Правительству ФРГ создавать на российской территории компактные захоронения погибших в ходе войны немцев.

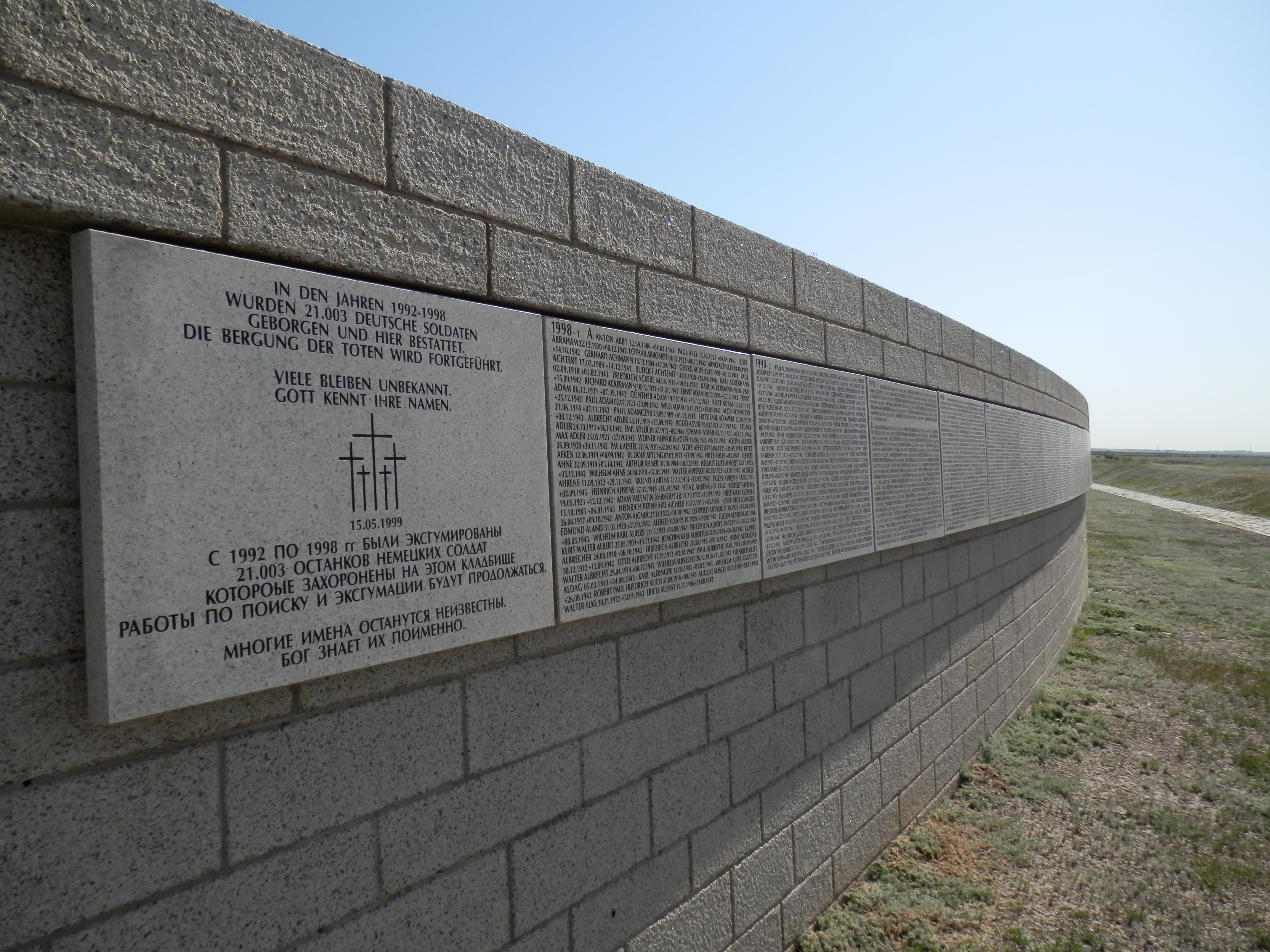
Кладбище Примирения Россошки, Волгоградская область

С 1992 года на территории России было построено и восстановлено 22 немецких солдатских кладбища, 8 из которых расположены в Калининградской области (Калининград, Балтийск, Черняховск и др.), 3 — в Новгородской (Корпово, Новгород, Коростынь), 2 — в Смоленской области (Нижняя Дубровинка и Духовщина), по одному — в Волгоградской (Россошки), Мурманской (Печенга), Ленинградской (Сологубовка), Тверской (Ржев), Псковской (Себеж), Курской (Беседино) и Воронежской (Еманча) областях, в Краснодарском крае (Апшеронск) и Карелии (Салла). Имеется также немецкое военное кладбище в Севастополе.
Остаются неизвестными судьбы нескольких сотен тысяч военнослужащих вермахта. Эти обстоятельства стали причиной работы по переводу на цифровые носители личных дел немецких военнопленных и интернированных, осуществляемой с 2004 года при поддержке Народного союза в Москве. Немецкой стороне были переданы данные на около 17600 военнопленных и гражданских лиц из архива МВД России и 820 тысяч личных дел немецких военнопленных с общим объёмом около 3,5 млн страниц.
С 1992 года благодаря Народному союзу были восстановлены 125 кладбищ военнопленных, расположенных на территории четырёх республик и 26 областей России, на которых захоронены более 80 тысяч умерших немецких военнопленных. В 1992 году была начата деятельность по перезахоронению немецких военнослужащих. Предполагается перезахоронить около трети всех погибших. По состоянию на конец 2010 года эксгумированы и перезахоронены на сборных кладбищах останки более 275 тысяч. С февраля 2001 году в Москве работает представительство Народного союза.
С момента подписания совместного соглашения Ассоциацией «Военные мемориалы» было выявлено и передано германской стороне информация о судьбе и местах погребения около 400 тысяч немецких
военнослужащих, установлено местонахождение более 2 тысяч кладбищ военнопленных, где имеются погребения немецких военнослужащих. В 32 российских регионах были реконструированы или созданы более 80 таких кладбищ.
Стороны стремятся следовать общеевропейской практике по укрупнению воинских захоронений — созданию сборных кладбищ. Совместными усилиями на эти кладбища переносятся останки военнослужащих вермахта с кладбищ, созданных в период войны. По состоянию на конец 2009 году в России создано 19 сборных кладбищ, куда перезахоронены останки более 250 тысяч немецких военнослужащих. Эти захоронения располагаются в Калининградской, Новгородской, Волгоградской, Мурманской, Ленинградской, Смоленской, Тверской, Псковской, Курской, Воронежской областях, Республике Карелия
и Краснодарском крае. Два из созданных немецких сборных кладбищ находятся в соседстве с воинскими мемориалами павшим советским солдатам. Это наиболее крупные — расположенные в Ржеве и Волгоградской области.
Ведутся работы с ветеранами войны и с молодежью. Народным союзом организуются и финансируются проведения международных встреч ветеранов, организуются международные молодежные лагеря, волонтёрнская работа молодёжи из России, Германии и других стран по уходу за военными могилами. В 2007 году впервые были проведены совместные трудовые акции российских и немецких солдат, работавших на российских и немецких военных кладбищах в Ленинградской области и в Берлине. В 2008 году аналогичное мероприятие было проведено на Кавказе, в 2009 году — в Ржеве и Курской области, в 2010 году — в Ленинградской области и в земле Бранденбург. Восстановление и обеспечение сохранности военных захоронений позволяет семьям из Европы посещать могилы своих родственников, что должно способствовать улучшению взаимоотношений между народами, принимавшими участие во Второй мировой войне; это, в свою очередь, должно послужить гарантией сохранения советских воинских захоронений в Европе.
Поиском пропавших без вести бойцов и командиров Красной армии занимаются общественные поисковые объединения на всей территории бывшего СССР, в том числе на местах сражений Великой Отечественной войны. В ходе этих работ часто обнаруживают и останки солдат армий противников — немцев, венгров, румын, итальянцев и других, обычно также считающихся пропавшими без вести. Опознание выполняется по сохранившимся фрагментам униформы и снаряжения, иногда по личным опознавательным знакам — металлическим жетонам. Ежегодно российские добровольные поисковые группы вместе с останками военнослужащих вермахта на местах обнаруживают сотни личных опознавательных знаков, о которых сообщают в Немецкую службу WASt (Служба по оповещению близких родственников о судьбах павших бывшего немецкого вермахта). Сам личный опознавательный знак не имеет
материальной ценности, однако существует миф об их коммерческой ценности, что приводит к вандализму на воинских захоронениях и распространению «чёрного поиска».